# Susúa Baja (Yauco)
Susúa Baja es un barrio ubicado en el municipio de Yauco en el Estado Libre Asociado de Puerto Rico. En el Censo de 2010 tenía una población de 11856 habitantes y una densidad poblacional de 1.302,31 personas por km².

## Geografía
Susúa Baja se encuentra ubicado en las coordenadas 18°1′35″N 66°51′57″O / 18.02639, -66.86583. Según la Oficina del Censo de los Estados Unidos, Susúa Baja tiene una superficie total de 9.1 km², de la cual 9.09 km² corresponden a tierra firme y (0.11%) 0.01 km² es agua.

## Demografía
Según el censo de 2010, había 11856 personas residiendo en Susúa Baja. La densidad de población era de 1.302,31 hab./km². De los 11856 habitantes, Susúa Baja estaba compuesto por el 84.61% blancos, el 6.22% eran afroamericanos, el 0.43% eran amerindios, el 0.07% eran asiáticos, el 6.43% eran de otras razas y el 2.24% pertenecían a dos o más razas. Del total de la población el 99.5% eran hispanos o latinos de cualquier raza.